# Paula Ungureanu
Paula-Claudia Ungureanu (születési nevén Rădulescu) (Brassó, 1980. március 30. –) román válogatott kézilabdakapus.

## Pályafutása
Ungureanu méltó utódja lett Luminiţa Dinunak, a visszavonuló kapuslegendát sikeresen tudta pótolni mind klubcsapatában, a Oltchim Vâlceában, mind pedig a válogatottban. A 2009-es világbajnokságon  41%-os védési hatékonysággal a legjobb kapusok közé tartozott, míg a 2014-es Európa-bajnokságon mutatott 40%-os teljesítményét csak Silje Solberg tudta felülmúlni. 2006-tól 2008-ig a Dunaferr NK játékosa volt, majd Kaproncára szerződött. 2009-től újra Romániában kézilabdázik. A válogatottságot a 2016-os Európa-bajnokság után lemondta.

## Sikerei, díjai
- EHF-bajnokok ligája:
  - Döntős: 2010
  - Elődöntős: 2005, 2012, 2013
- EHF-kupa: 
  - Elődöntős: 2008
- Világbajnokság:
  - Ezüstérmes: 2005
  - Bronzérmes: 2015
- Európa-bajnokság:
  - Bronzérmes: 2010

### Egyéni elismerései
- Kárpátia Kupa Legjobb kapus: 2010, 2012[6]
- Az év román kézilabdázója: 2012, 2014
- Tomáša Jakubču emléktorna Legjobb kapus: 2013[7]
- Nagybányai bajnokok Kupája Legjobb kapus: 2014[8]
- Román bajnokság Legjobb hazai játékos: 2015